# Månens budskap
Månens budskap är en fantasybok samt den tionde delen i bokserien Sanningens svärd, som är skriven av Terry Goodkind. Boken utgör den återstående tredjedelen ur ursprungsverket Temple of the Winds.